# Mohamed Arbi Ben Abdallah
Mohamed Arbi Ben Abdallah, né le 3 janvier 1991 à Sfax, est un joueur tunisien de volley-ball. Il joue en tant qu'attaquant.

## Clubs
- ?-2011 : Union sportive des transports de Sfax (Tunisie)
- depuis 2011 : Club sportif sfaxien (Tunisie)

## Palmarès

### Équipe nationale
- Championnat d'Afrique des moins de 21 ans
  -  Vainqueur en 2010 ( Libye)
- Championnat d'Afrique des moins de 19 ans
  -  Vainqueur en 2008 ( Égypte)
- Championnat arabe des moins de 19 ans
  -  Vainqueur en 2009 ( Liban)

### Autres
- Vainqueur du Tournoi international de Rashed en 2012 à Dubaï[1] ( Émirats arabes unis)
- Vainqueur de la coupe du président Noursoultan Nazarbaïev en 2012[2] ( Kazakhstan)
- 3e au Tournoi international de Navidad en 2009 ( Espagne)
- 6e au championnat du monde cadet 2009 ( Italie)

### Clubs
- Championnat du monde des clubs
  - 5e en 2013 ( Brésil)
- Championnat d'Afrique des clubs champions
  -  Vainqueur en 2013 ( Libye)
- Coupe arabe des clubs champions
  -  Vainqueur en 2013 ( Liban)
- Championnat de Tunisie
  -  Vainqueur en 2013
- Coupe de Tunisie
  -  Vainqueur en 2012 et 2013

### Autres
- Vainqueur du Tournoi international de Bani Yas en 2011 et 2012 ( Émirats arabes unis)

## Récompenses et distinctions
- Meilleur attaquant du Tournoi international de Bani Yas en 2011[3]
- Meilleur attaquant du Tournoi international de Bani Yas en 2012[4]